# Weißenbrunn (Bawaria)
Weißenbrunn – miejscowość i gmina w Niemczech, w kraju związkowym Bawaria, w rejencji Górna Frankonia, w regionie Oberfranken-West, w powiecie Kronach. Leży przy drodze B85 i linii kolejowej Weißenbrunn – Kronach.
Gmina położona jest 5 km na południowy wschód od Kronach, 41 km na południowy zachód od Hof i 32 km na północny zachód od Bayreuth.

## Dzielnice
W skład gminy wchodzą następujące dzielnice: 
- Reuth
- Eichenbühl
- Thonberg
- Hummendorf
- Gössersdorf
- Wildenberg

## Demografia
| 1989     | 3.096 |
| 1990     | 3.144 |
| 1991     | 3.172 |
| 1992     | 3.224 |
| 1993     | 3.230 |
| 1994     | 3.242 |
| 1995     | 3.228 |
| 1996     | 3.212 |
| 1997     | 3.222 |
| 1998     | 3.216 |
| 1999     | 3.222 |
| 2000     | 3.210 |
| VI 2001  | 3.191 |
| XII 2001 | 3.193 |
| VI 2002  | 3.221 |
| XII 2002 | 3.195 |
| VI 2003  | 3.165 |
| XII 2003 | 3.152 |
| 2004     | 3.131 |
| 2006     | 3.091 |

## Polityka
Wójtem jest Egon Herrmann (SPD). Rada gminy składa się z 16 członków:
|      | CSU | SPD | Wolni Wyborcy | Razem     |
| 2002 | 5   | 6   | 5             | 16 miejsc |